# Irena (województwo podkarpackie)
Irena – wieś w Polsce położona w województwie podkarpackim, w powiecie stalowowolskim, w gminie Zaklików.

## Podział administracyjny
W latach 1975–1998 miejscowość administracyjnie należała do województwa tarnobrzeskiego.

## Historia
Miejscowość w 1837 założył hrabia Henryk Łubieński wśród lasów w należących do niego dobrach Zaklików. Nową wieś nazwał od imienia żony Ireny Lubieńskiej z domu Potockiej . 
W XIX wieku leżała w zaborze rosyjskim w guberni lubelskiej, w powiecie janowskim. Wymieniona w Wielkiej encyklopedii powszechnej ilustrowanej jako wieś oraz osada fabryczna nad rzeką Sanną. We wsi urządzono pudlingarnię i walcownię żelaza, do których surowiec sprowadzano z wielkich pieców ostrowieckich położonego wówczas 7 mil za Wisłą .
W 1843 zakłady ireńskie razem z zakładami Ostrowieckimi i Klimkowiczowskimi przeszły na własność Banku Polskiego, wskutek czego zostały znacznie rozbudowane. Trzy maszyny parowe o sile 60 koni służyły za napęd dla pudlingarni o sześciu piecach i walcowni o dwu piecach oraz czterech walcach. Produkcja roczna dochodziła do 30 000 centnarów o wartości 120 tysięcy rubli. Fabryka narzędzi rolniczych wyrabiała ich za 3 500 rubli . 
Zakłady zatrudniały 120 robotników, dla których Bank założył szkołę początkową i kasę oszczędności. Droga, bita połączyła wieś z Zaklikowem oraz z Wisłą. W późniejszych czasach Irena powróciła w posiadanie hrabiego Lubieńskiego, ten zaś sprzedał ją baronowi Frenklowi, który w 1868 nabywszy od rządu zakłady Starachowickie, a od banku polskiego klimkowiczowskie i ostrowieckie połączył z nimi Irenę w jedną całość administracyjną. W 1880 dobra te przeszły w posiadanie Władysława Laskiego, jednak Irena pozostała przy Frenklu, a w 1885 należała do jego spadkobierców . 
W 1875 produkcja zakładów ireńskich wynosiła 170 484 pudy żelaza kutego oraz 56264 pudy wyrobów żelaznych i drutu. W 1877 wyrobiono 100 107 pudów żelaza walcowanego. Średnia roczna produkcja wynosiła 540 000 rubli, a w zakładach pracowało 350 ludzi. W 1884 posiadała: pieców pudlingowych 6, szwejeowych 3, pleców do glejowania 2, młotów parowych 2, walców 4; wyrobiła żelaza pudlingowego 131 117 pudów, walcowanego 141 100 pudów. W r. 1885 posiadała: pieców pudlingowych 3, szwejsowych 3, do glejowania 1, młotów parowych 3, walców 2; wyrobiła żelaza pudlingowego 85 000 pudów, walcowanego 75 000; miała cztery maszyny parowe 4 o sile 130 koni, zatrudniała 90. hutników oraz 20. innych robotników .
W 1889 roku zamknięto zakłady produkcyjne w Irenie. Część załogi wyjechała do Ostrowca, by podjąć pracę w tamtejszej hucie, a pozostali postanowili szukać szczęścia za wschodnią granicą Królestwa Polskiego i wraz z rodzinami osiedlili się nad Dnieprem. 
W końcu lat 80, XIX w. do maleńkiej wsi Kamieńskie nad Dnieprem przeniesiono warszawskie Zakłady Metalurgiczne i utworzono polsko-francusko-belgijską spółkę Południowo-Rosyjskie Dnieprowskie Towarzystwo Metalurgiczne. Pod kierownictwem polskiego inżyniera lgnacego Jasiukowicza pod Katerynosławniem wybudowano wielki kombinat hutniczy, a wraz z nim fabryczne miasto. Tak powstawało zagłębie przemysłowe nazywane później „Kalifornią Rosji”.
Inwestycja ta mogła być zrealizowana dzięki Władysławowi Laskiemu, który w owym czasie był dyrektorem Międzynarodowego Banku Komercyjnego w Petersburgu i udzielił Towarzystwu kredytu w wys. pół miliona rubli. Władysław Laski, od 1880 roku był właścicielem dóbr ostrowieckich i Huty Irena.
Nie są znane akta carskich służb granicznych z końca XIX i początku XX wieku nie wiemy zatem, ilu robotników dawnej fabryki w Irenie wyjechało za chlebem do „rosyjskiej Kalifornii”
3 października 1942 żandarmeria niemiecka spacyfikowała wieś. Niemcy zamordowali 12 mieszkańców a kilka zabudowań spalili

## Zabytki
- Pałacyk hr. Stefana Tarnowskiego z 1906[10].
- Cmentarz, prawdopodobnie[a] powstańców z 1863 i żołnierzy rosyjskich z I wojny światowej[11][12]. Początkowo na mogiłach była inskrypcja; W HOŁDZIE BOHATEROM WALK O NIEPODLEGŁOŚĆ RODACY. W 2014 roku przeprowadzono remont cmentarza, ustawiono kamienny krzyż a u jego podnóża postawiono nową tablicę inskrypcyjną: CMENTARZ WOJENNY TU SPOCZYWAJĄ NIEZNANI ŻOŁNIERZE POLEGLI ZA OJCZYZNĘ. Cmentarz w 1993 z urzędu wpisano do rejestru zabytków pod nr. 507/A[12].

## Osada obecnie
Na terenie byłej Huty Irena, obecnie są zabudowania kompleksu pobytowo - leczniczego dla kobiet chorych psychicznie. W 1957 r. staraniem ks. Józefa Cieślickiego w opustoszałym dworku letniskowym hrabiego Stefana Tarnowskiego z 1906 roku erygowano Dom Opieki Caritas, zakład jest prowadzony przez Zgromadzenie Sióstr Opatrzności Bożej.
Na terenie wsi istnieje Ośrodek Jeździecki.